# Rutidea vanderystii
Rutidea vanderystii är en måreväxtart som beskrevs av Herbert Fuller Wernham. Rutidea vanderystii ingår i släktet Rutidea och familjen måreväxter. Inga underarter finns listade i Catalogue of Life.